# Stadtmuseum Erlangen
Das Stadtmuseum Erlangen ist ein Ausstellungshaus, das sich mit der Stadtgeschichte Erlangens sowie mit anderen, wechselnden Themen befasst. Seit 1964 ist es im denkmalgeschützten Altstädter Rathaus, einem stattlichen Barockbau von 1733/40, untergebracht.

## Geschichte
Die Anfänge des Stadtmuseums gehen auf den 1865 gegründeten Verein Germanisches Museum zurück. Dieser hatte sich die Sammlung von „Altertümern“, insbesondere aus dem Bereich des traditionellen Handwerks zum Ziel gesetzt. Ein weiterer wichtiger Impuls war die Gründung des Stadtarchivs im Jahr 1885. Nach einer Ausstellung zur 100-jährigen Zugehörigkeit Erlangens zu Bayern im Jahr 1810 begann auf Initiative des Erlanger Verkehrsvereins die Sammlungsarbeit für ein Heimatmuseum, das 1919 im Wasserturm (zuvor Karzer der Universität) neben dem Schlossgarten eröffnet wurde. 1923 kam ein Ausstellungsraum im Altstädter Rathaus hinzu.
Dort wurde nach mehreren Umbauten und einer Zusammenführung aller Sammlung 1964 das Stadtmuseum unter seinem heutigen Namen neu eingerichtet und eröffnet. Nachdem der Erlanger Stadtrat 1982 einen Museumsbeirat gegründet hatte, wurde zwischen 1985 und 1993 der Museumskomplex, zu dem seither auch weitere Gebäude zwischen Martin-Luther-Platz, Altstädter Kirchenplatz, Cedernstraße und Neuer Straße zählen, nach dem Konzept eines „stadtgeschichtlichen Zentrums“ renoviert und die Ausstellungsfläche auf rund 1000 Quadratmeter erweitert. Zwischen 1989 und 1993 erfolgte dabei eine Sanierung des historischen Altstädter Rathauses. Zwischen 1994 und 2002 wurde die stadtgeschichtliche Sammlung neu gestaltet.

## Ausstellungen
Das Museum verfügt insgesamt über rund 1000 Quadratmeter Ausstellungsfläche. Davon werden rund 650 Quadratmeter von der ständigen stadtgeschichtlichen Schausammlung eingenommen. Diese umfasst die fünf Abteilungen „Vorgeschichte im Erlanger Raum“, „Die Altstadt Erlangen“ (1002–1706), „Neustadt“ (1686–1810), „Industrialisierung“ (1830–1950) und „Stadtgesellschaft und Politik“ (1870–1960). Von überregionaler Bedeutung ist die Sammlung des Stadtmuseums zu den von den Hugenotten ausgeübten Gewerben der Strumpfwirker, Handschuhmacher, Weißgerber und Teppichwirker.

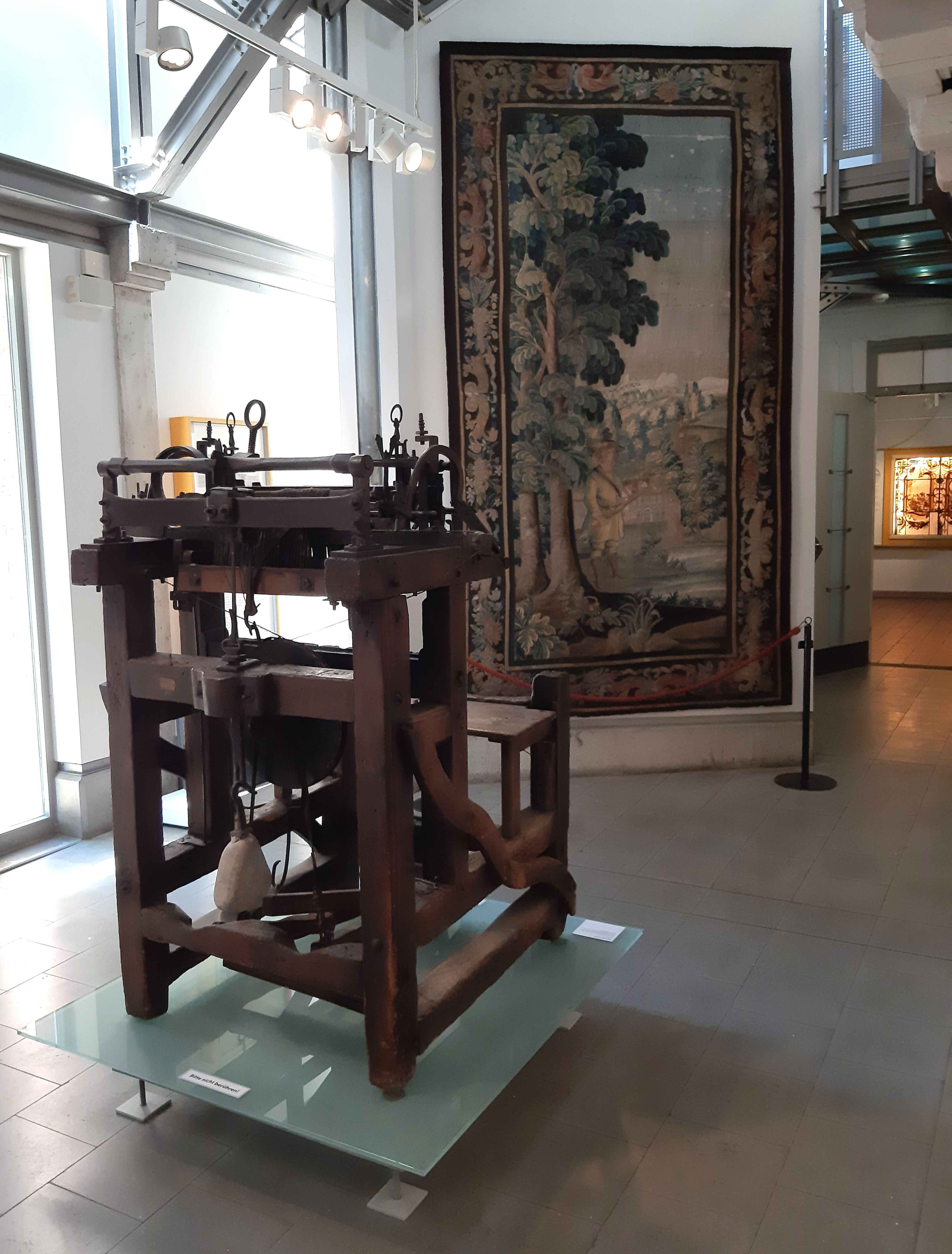
Strumpfwirkerstuhl von 1716

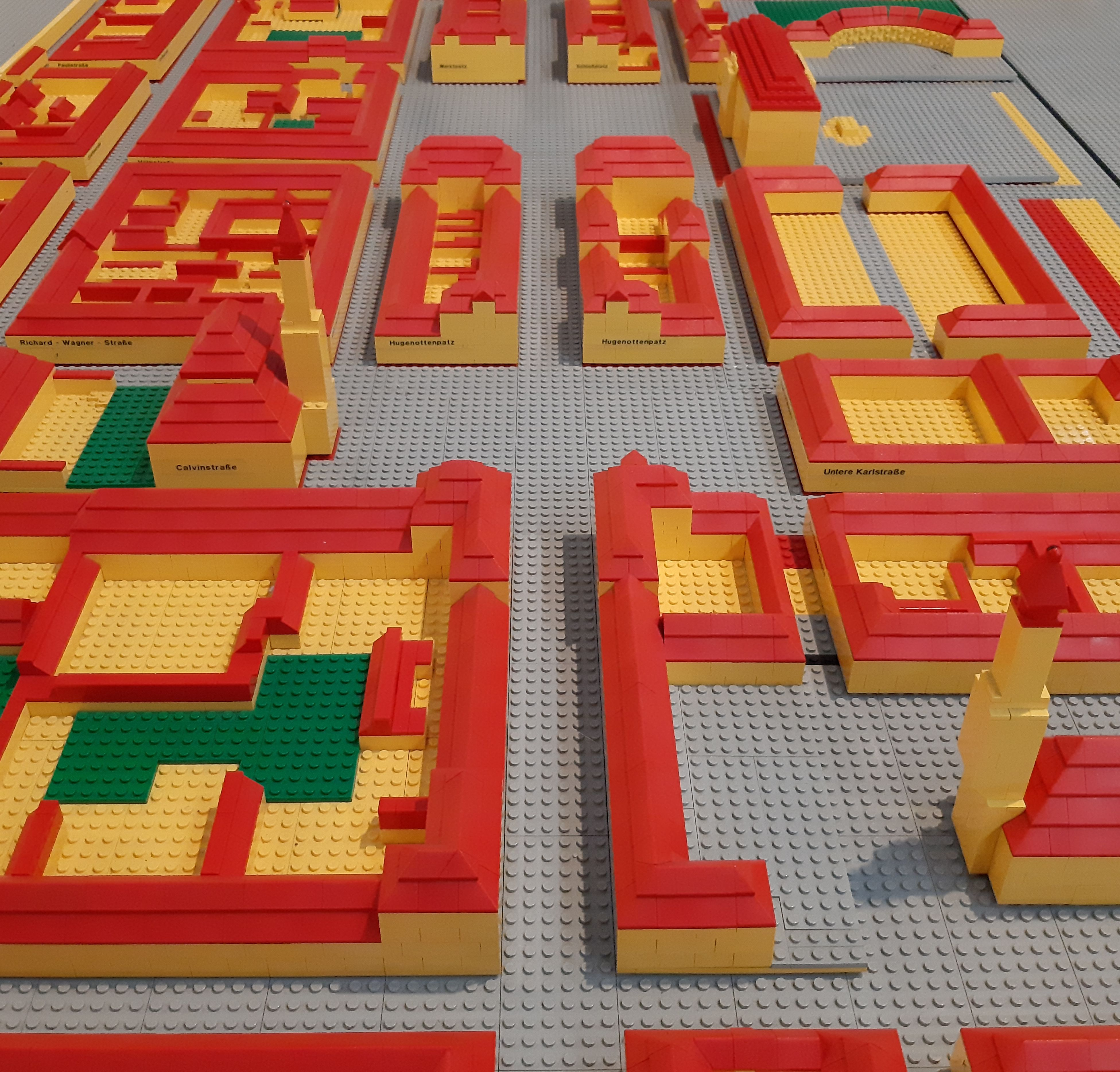
Legomodell der barocken Planstadt

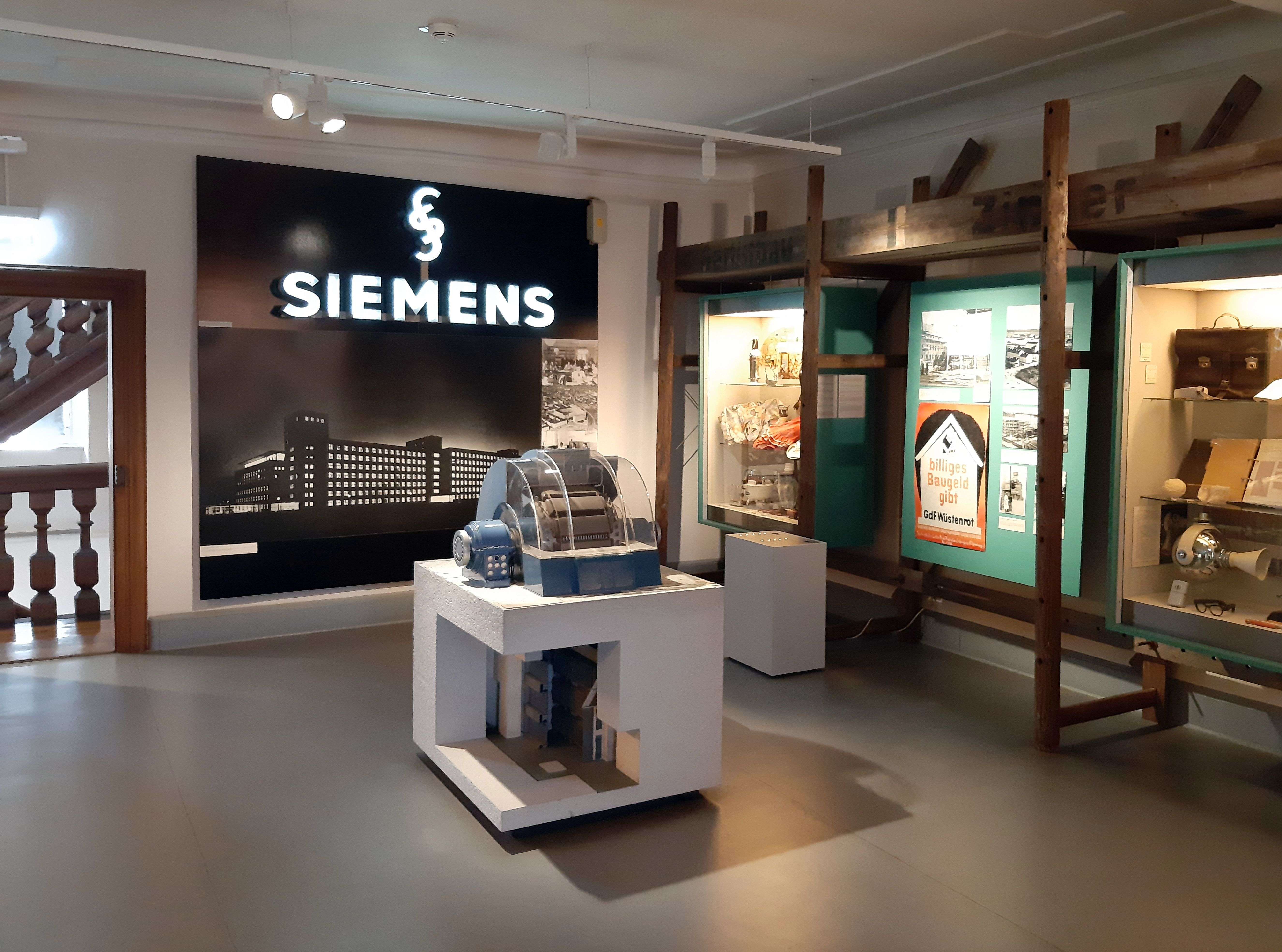
Ausstellungsbereich zur Nachkriegsgeschichte

Ergänzend dazu werden auf rund 350 Quadratmetern wechselnde Sonderausstellungen gezeigt. Diese decken jährlich mehrere Themen aus den Bereichen Stadtgeschichte, Kultur- und Zeitgeschichte, Wissenschaftsgeschichte, insbesondere Medizingeschichte, und bildende Kunst ab. Flankiert werden diese Ausstellungen von einem museumspädagogischen Angebot, das insbesondere auf Schulen zugeschnitten ist.

### Sonderausstellungen (Auswahl)
- 1983: Erlangen im Nationalsozialismus
- 1986: 300 Jahre Hugenottenstadt Erlangen. Vom Nutzen der Toleranz
- 1988: Juden und Judenpogrom 1938 in Erlangen
- 1988: Ernst Penzoldt. Der Maler, Zeichner, Bildhauer
- 1989: Hinter unzerstörten Fassaden, Erlangen 1945–1955
- 1993: Die Friedrich-Alexander-Universität Erlangen-Nürnberg 1743–1993. Geschichte einer deutschen Hochschule
- 1997: Visionen werden Wirklichkeit. 150 Jahre Siemens
- 2009: Erlangen im Barock. Glanz und Elend der Markgrafenzeit
- 2009: Hand und Fuß. Der Weg zum Menschen
- 2010: Kindheit und Jugend im Wandel
- 2012: Auf dem Weg ins Industriezeitalter. Erlangen 1844–1914
- 2014: Rätsel Kosbacher Altar
- 2014: Streich auf Streich. 150 Jahre Max und Moritz. Deutschsprachige Comics von Wilhelm Busch bis heute
- 2014: Erlangen im Ersten Weltkrieg
- 2015: Muslime in Erlangen
- 2016: Der Weltpoet. Friedrich Rückert (1788–1866): Dichter, Orientalist, Zeitkritiker
- 2017: Herlinde Koelbl – Mein Blick. Fotografien 1980–2016
- 2018: Was für ein Theater! 300 Jahre Markgrafentheater in Erlangen
- 2019: BarriereSprung. Vom Leben mit Behinderung
- 2020: Carl Haag. Maler zwischen Okzident und Orient
- 2021: Barbara Klemm. Fotografien 1967–2019
- 2022: Aber ich lebe. Den Holocaust erinnern
- 2022: Vielfraß meets Butterkeks. Von der Reiselust der Wörter
- 2024: Die Katze des Rabbiners. Joann Sfar – Zeichnen und Leben

### Veröffentlichungen des Stadtmuseums (Auswahl)
- 300 Jahre Hugenottenstadt Erlangen. Vom Nutzen der Toleranz. Hrsg. von Christoph Friederich, Nürnberg 1986.
- Plätze und Gärten. Lebensräume in der Stadt. Erlangen 1987.
- Die Friedrich-Alexander-Universität 1743 – 1993. Geschichte einer deutschen Hochschule. Hrsg. von Christoph Friederich, Erlangen 1993, ISBN 978-3-930035-00-7.
- Die Kunst des Porträts. Aus Erlanger Sammlungen. Hrsg. von Thomas Engelhardt, Erlangen 2009, ISBN 978-3-930035-13-7.
- Erlangen im Barock. Glanz und Elend der Markgrafenzeit. Bilder, Dokumente, Objekte, Interpretationen. Hrsg. von Thomas Engelhardt, Erlangen 2010, ISBN 978-3-930035-14-4.
- Kindheit und Jugend im Wandel. Hrsg. von Thomas Engelhardt, Erlangen 2011, ISBN 978-3-930035-16-8.
- Hand und Fuß. Der Weg zum Menschen. Hrsg. von Thomas Engelhardt, Rudolf Kötter, Erlangen 2011, ISBN 978-3-930035-17-5.
- Von der Stubenlohe zum Zollhausviertel. Dokumentation zur Open-Air-Ausstellung des Stadtmuseums Erlangen. Erlangen 2012.
- Muslime in Erlangen. Dokumentation zur Ausstellung des Stadtmuseums Erlangen. Erlangen 2015.
- Die Kunstsammlung des Stadtmuseums Erlangen. Bestandskatalog Band 1. Hrsg. von Thomas Engelhardt, Werner Heunoske, Gertraud Lehmann, Erlangen 2015, ISBN 978-3-930035-21-2.
- Hans Barthelmeß (1887 – 1916). Ein Künstler am Beginn der Moderne. Erlangen 2017, ISBN 978-3-930035-22-9.
- Carl Haag. Maler zwischen Okzident und Orient. Hrsg. von Brigitte Korn, Erlangen 2020, ISBN 978-3-930035-24-3.
- BarriereSprung. Vom Leben mit Behinderung. Hrsg. von Brigitte Korn, Andreas Thum, Erlangen 2020, ISBN 978-3-930035-23-6.
- Vielfraß meets Butterkeks. Von der Reiselust der Wörter. Hrsg. von Brigitte Korn, Sandra Kastner, Andreas Thum, Erlangen 2024, ISBN 978-3-930035-27-4.